# Jordi Parra Estévez
Jordi Parra Estévez (Badalona, 28 de juny de 1934) és un exjugador, entrenador i directiu de bàsquet català.
Es va formar al planter del Club Joventut Badalona, on va debutar a la temporada 1949-50. Com a jugador, va jugar en els millors equips de l'època del Joventut (7 temporades), FC Barcelona (1 temporada), Reial Madrid (2 temporada), Picadero Jockey Club (1 temporada) i el Círcol Catòlic de Badalona (2 temporades). Després d'haver passat per aquesta gran quantitat d'equips va dir: "Sempre em vaig penedir d'haver deixat el Joventut". Va arribar a ser 23 vegades internacional amb la selecció espanyola, participant en els següents esdeveniments:
- Campionat d'Europa de bàsquet masculí de 1959: 15a posició.
- Jocs del Mediterrani de 1959, a Beirut: medalla de plata.

Com a entrenador, va dirigir a l'UDR Pineda durant set temporades, a la llavors denominada Lliga Nacional de Primera Divisió. Com a dirigent esportiu va estar uns anys vinculat a l'UDR Pineda i va ser president del Joventut de Badalona des del mes de maig de 1995 fins al mes de juliol de 1996.